# María Ángeles Macián
María Ángeles Macián Martínez (7 de diciembre de 2006) es una deportista española que compite en remo. Ganó una medalla de bronce en el Campeonato Mundial de Remo en Sala de 2025, en la prueba de 2000 m.

## Palmarés internacional
| Campeonato Mundial | Campeonato Mundial | Campeonato Mundial | Campeonato Mundial |
| Año                | Lugar              | Medalla            | Prueba             |
| ------------------ | ------------------ | ------------------ | ------------------ |
| 2025               | Sede virtual       | Medalla de bronce  | 2000 m             |